# Arpenik Charents
Arpenik Charénts (en armenio: Արփենիկ Չարենց, 25 de julio de 1932 - 12 de febrero de 2008) fue una escritora armenia nacida en Ereván, hija del reconocido poeta Yeghishé Charénts de su segundo matrimonio con Isabela Niazián.

## Biografía
Después del arresto de sus padres en 1937 durante la Gran Purga, vivió en el orfanato Kanaker. Años después estudió filología en la Universidad Estatal de Ereván. Arpenik fue una de las fundadoras de la casa-museo de The Charents en Ereván, recopilando los 6000 volúmenes de la biblioteca de su padre. Además investigó y difundió la obra literaria y la historia de vida de Yeghishé Charénts por todo el país. Escribió novelas, cuentos y memorias sobre su triste infancia, y fue miembro de la Unión de Escritores de Armenia.

## Obras
- The Unknown Inside the Known, 2005
- My Universities, 2000
- The Prayers of Yeghishe Charents, 1999
- The Children's Home, 1994